# Referendo sobre divórcio na Itália em 1974
O referendo sobre o divórcio na Itália foi realizado nos dias 12 e 13 de maio de 1974. Os eleitores foram questionados se queriam revogar uma lei do governo aprovada três anos antes, a lei de 1 de dezembro de 1970, n. 898, que permitiu o divórcio pela primeira vez na história italiana moderna.  
Os que votaram "sim" queriam proibir o divórcio e os que votaram "não" queriam manter a lei e seu recém-adquirido direito ao divórcio e tinha como objetivo a disciplina. O "não" venceu por 59,26% a 40,74%, com uma participação de 87,72% dos 37 milhões de eleitores, o que permitiu que as leis de divórcio permanecessem em vigor. 
Essa votação foi a primeira do gênero no país, sendo o primeiro referendo legislativo regular realizado pela República Italiana 27 anos após a aprovação da constituição italiana, que permitia tais referendos. Foi considerada uma grande vitória para os movimentos de direitos civis e anticlericalismo e para o Partido Radical Italiano. 

## Contexto histórico
Entrando em vigor em 1970, a lei Fortuna-Baslini havia introduzido o divórcio na Itália, causando controvérsia e oposição, em particular entre os católicos (a doutrina católica sanciona a indissolubilidade do vínculo matrimonial). Ainda assim, os anti-divórcio apresentaram sua campanha por um viés secular, tratando a própria essência do casamento como um instituto de direito natural, não como um sacramento. 
A frente pró-divórcio realizou sua campanha a partir do viés das liberdades civis, mas também acenando para uma mudança no sentido libertário da estrutura política nacional: a vitória do "Não" em 1974 seria de fato seguida por importantes conquistas eleitorais da esquerda em 1975 e 1976 e a formação de governos com o apoio externo do Partido Comunista Italiano (PCI), primeiro em 1976 e depois em 1978. 

## O quadro social

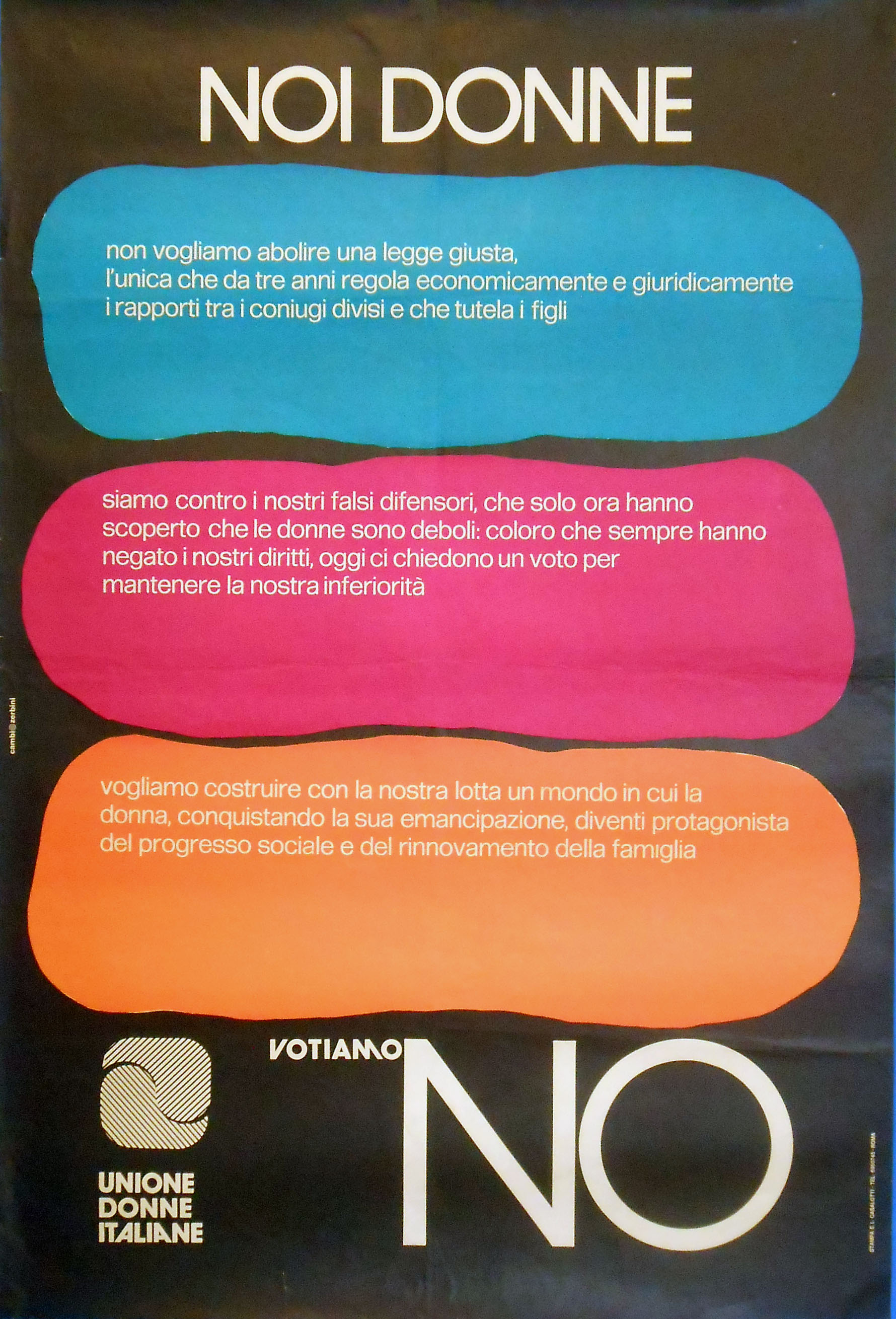
Panfleto em apoio do "Não".

Na época da promulgação da lei, a sociedade e a política estavam fortemente divididas sobre o assunto. As forças seculares e liberais apoiaram a iniciativa parlamentar, sendo que a lei foi criada pelo socialista Loris Fortuna e o liberal Antonio Baslini. Contudo, houve fortes diferenças entre as vanguardas mais radicais (feministas, LID, Partido Radical, a ala socialista de Fortuna) e partes substanciais do PCI orientadas para uma negociação com o DC.
O comitê responsável pelo referendo foi liderado por Gabrio Lombardi e destacou vários intelectuais e políticos não católicos na campanha contra o divórcio, incluindo Salvatore Satta, Sergio Cotta, Augusto del Noce, Carlo Felice Manara, Enrico Medi, Giorgio La Pira, Alberto Trabucchi, Giovanni Battista Best, Lina Merlin e Ugo Sciascia. A Democracia Cristã e o Movimento Social Italiano se opuseram à lei, mas parte do movimento católico havia se declarado favorável ao divórcio, como a Associação Cristã Trabalhista Italiana (ACLI) ou o movimento de católicos democráticos de Mario Gozzini, Pietro Scoppola, Raniero La Valle e Paolo Prodi. Entre os movimentos católicos, os comitês cívicos e a Comunhão e Libertação permaneceram completamente fiéis às indicações da Conferência Episcopal Italiana (CEI).
O Vaticano havia inicialmente traçado um plano de um divórcio admissível para casamentos civis e proibido para casamentos concordantes (Giulio Andreotti, gostou do plano, mas este tinha grandes falhas, mesmo para a Igreja): havia um risco, com esta legislação, de um enorme aumento no número de casamentos civis. Fanfani preferiu uma batalha campal, apoiado por todo o seu partido, mesmo que o DC  e o governo (incluindo o primeiro-ministro Mariano Rumor) permanecessem à margem durante a campanha do referendo.
O apoio do "não" foi muito amplo, indo desde o PLI de Giovanni Malagodi até os parlamentares de esquerda.

## Posições partidárias

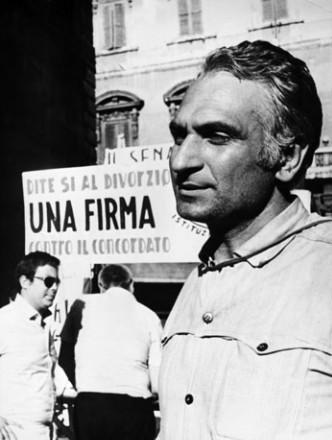
Marco Pannella, do Partido Radical na época da campanha, a favor do "não"

### Sim
- Democracia Cristã
- Movimento Social Italiano-Direito Nacional [8]

### Não
- Partido Comunista Italiano
- Partido Liberal Italiano
- Partido Radical
- Partido Republicano Italiano
- Partido Socialista Democrata Italiano
- Partido Socialista Italiano

### Liberdade de escolha
- Südtiroler Volkspartei [9]

## Censura
O Festival Eurovisão da Canção 1974, realizado em abril daquele ano, não foi transmitido pelo canal italiano de televisão RAI por causa da entrada da Itália, uma música de Gigliola Cinquetti. Apesar do concurso ter ocorrido mais de um mês antes da votação , e apesar de Cinquetti conquistar o segundo lugar, os censores italianos proibiram a exibição do concurso e da música. Os censores da RAI sentiram que a música, intitulada "Sì" (em italiano para "sim") e contendo letras que repetiam constantemente a palavra "Sì", poderia ser acusada de ser uma mensagem subliminar e uma forma de propaganda para influenciar o público votante italiano a votar sim no referendo. A música permaneceu censurada na maioria das estações de televisão e rádio estatais italianas por mais de um mês.

## Confusão sobre o método de votação
A forma como o referendo foi criado criou confusão entre os eleitores, com muitas pessoas não entendendo que tinham que votar em "Não" para poder se divorciar ou votar em "Sim" para proibir o divórcio.

## Participação e resultados
| Resultados               | Resultados               | Resultados               |
| Resposta                 | Votos                    | Percentagem              |
| ------------------------ | ------------------------ | ------------------------ |
| Sim                      | 13.157.558               | 40,74%                   |
| Não                      | 19.138.300               | 59,26%                   |
| Votos válidos            | 32.295.858               | 97,80%                   |
| Votos em branco ou nulos | 7.27.321                 | 2,20%                    |
| Votos totais             | 33.023.179               | 100%                     |
| Participação             | 87,72% (quorum atingido) | 87,72% (quorum atingido) |
| Total de eleitores       | 37.646.322               | 37.646.322               |

### Resultados regionais

Resultados do referendo de divórcio italiano de 1974 por província. As províncias sombreadas em azul registraram uma maioria de votos a favor, enquanto as províncias sombreadas em vermelho registraram uma maioria de votos contra. Tons mais escuros indicam um suporte mais forte.

Basicamente, o Centro-Norte se manifestou contra a revogação, enquanto o Sul expressou no sentido anti-divórcio. No entanto, o "não" prevaleceu em Abruzo, na Sicília e na Sardenha, e o sim no Vêneto e em Trentino-Alto Ádige. 
Os dados regionais são mostrados abaixo, de acordo com o agrupamento regional geralmente adotado no campo estatístico. 

### Norte da Itália
| Região              | Sim     | %      | Não     | %      | Eleitores | %      |
| ------------------- | ------- | ------ | ------- | ------ | --------- | ------ |
| Vale de Aosta       | 16.753  | 24,94% | 50412   | 75,06% | 69.731    | 86,81% |
| Piemonte            | 838143  | 29,17% | 2035546 | 70,83% | 2954956   | 90,79% |
| Ligúria             | 335075  | 27,43% | 886343  | 72,57% | 1249008   | 89,42% |
| Lombardia           | 2172595 | 40,09% | 3246669 | 59,91% | 5545794   | 93,15% |
| Trentino-Alto Ádige | 247917  | 50,60% | 242051  | 49,40% | 505578    | 89,82% |
| Vêneto              | 1322964 | 51,08% | 1267001 | 48,92% | 2650676   | 93,60% |
| Friul-Veneza Júlia  | 292762  | 36,16% | 516798  | 63,84% | 827951    | 89,94% |
| Emília-Romanha      | 771689  | 29,03% | 1886376 | 70,97% | 2718077   | 95,28% |

### Itália central
| Região  | Sim     | %      | Não     | %      | Eleitores | %      |
| ------- | ------- | ------ | ------- | ------ | --------- | ------ |
| Toscana | 722105  | 30,40% | 1653198 | 69,60% | 2425088   | 93,95% |
| Marcas  | 370794  | 42,38% | 504226  | 57,62% | 903809    | 92,28% |
| Úmbria  | 170054  | 32,63% | 351077  | 67,37% | 532525    | 92,79% |
| Lácio   | 1042313 | 36,62% | 1804009 | 63,38% | 2892505   | 89,58% |

### Sul da Italia
| Região     | Sim     | %      | Não     | %      | Eleitores | %      |
| ---------- | ------- | ------ | ------- | ------ | --------- | ------ |
| Abruzo     | 332899  | 48,87% | 348229  | 51,13% | 698591    | 82,16% |
| Molise     | 104221  | 60,04% | 69372   | 39,96% | 178484    | 75,87% |
| Campânia   | 1300382 | 52,23% | 1189374 | 47,77% | 2536839   | 79,27% |
| Basilicata | 159339  | 53,58% | 138024  | 46,42% | 306461    | 78,87% |
| Apúlia     | 996017  | 52,60% | 897630  | 47,40% | 1930165   | 84,66% |
| Calábria   | 460118  | 50,85% | 444732  | 49,15% | 929809    | 74,14% |

### Itália insular
| Região   | Sim     | %      | Não     | %      | Eleitores | %      |
| -------- | ------- | ------ | ------- | ------ | --------- | ------ |
| Sicília  | 1163630 | 49,42% | 1190268 | 50,58% | 2404640   | 76,59% |
| Sardenha | 338344  | 44,80% | 416965  | 55,20% | 768792    | 81,93% |

## Consequências políticas

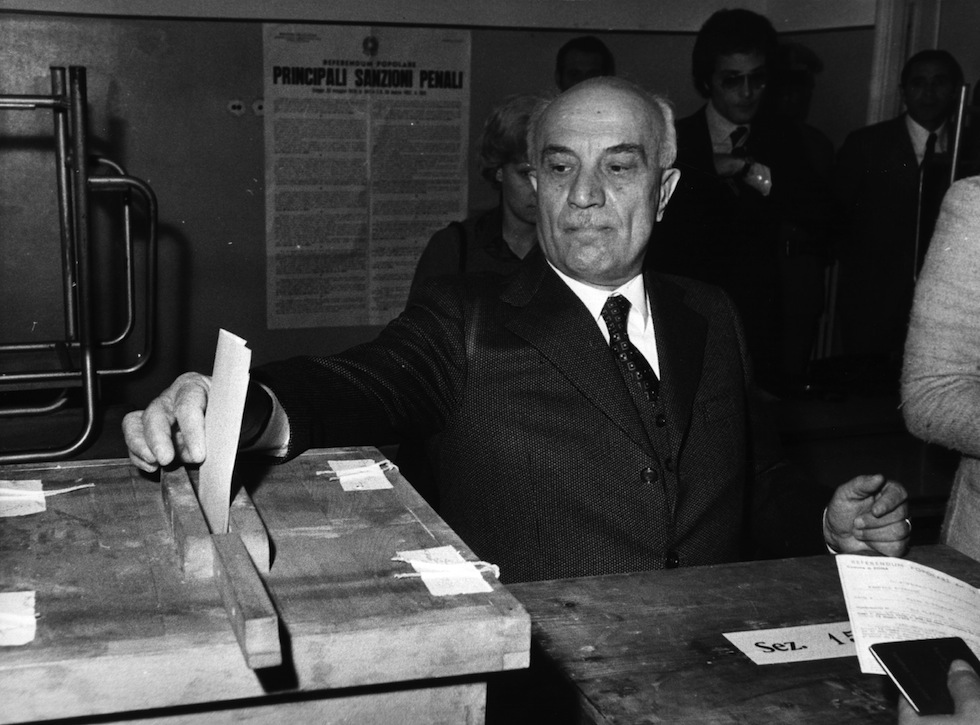
Amintore Fanfani na votação em 12 de maio de 1974: o secretário dos Democratas-Cristãos, o principal defensor da frente do "sim", pagou o maior preço pelo resultado do referendo

O resultado do referendo foi interpretado como uma severa derrota pessoal para Amintore Fanfani, visto como o principal ator da frente do "sim": o secretário da DC, de fato, tentou explorar a campanha do referendo também para fins puramente políticos, convencido de que uma possível vitória revogatória conteria a ascensão do então PCI de Enrico Berlinguer, um dos principais expoentes da frente do "não". 
A derrota anti-divórcio foi, de fato, o início da queda política de Fanfani, um dos protagonistas mais antigos da Primeira República: a subsequente derrota dos democratas-cristãos nas eleições regionais de 1975 o forçou a deixar o cargo de secretário de Benigno Zaccagnini.
A vitória do "não" também foi um duro golpe para a Igreja, que suspendeu o abade Dom Franzoni a divinis. Fanfani, em julho de 1974, tentou explicar a derrota e atenuar seu alcance durante um Conselho Nacional, no qual afirmou que "a DC não promove ou incentiva o pedido de referendo" e que "não podemos admitir que reunir treze milhões de votos nas teses apoiadas representa uma derrota".